# Ben Chilwell
Benjamin (Ben) James Chilwell (Bedford, 21 december 1996) is een Engels voetballer die doorgaans als verdediger speelt. Op 26 augustus 2020 tekende Chilwell een contract tot medio 2025 bij Chelsea, dat circa € 55.000.000,- voor hem betaalde aan Leicester City. Chilwell debuteerde in 2018 in het Engels voetbalelftal.

## Clubcarrière

### Leicester City
Chilwell debuteerde op 27 oktober 2015 in de League Cup-wedstrijd tegen Hull City door in de basiself te starten. Na een strafschoppenserie werd Leicester City uitgeschakeld. Hij werd op 19 november uitgeleend aan Huddersfield Town FC, waar hij acht keer speelde in de Football League Championship om vervolgens op 3 januari 2016 terug te keren naar Leicester City. Op 28 november 2015 debuteerde Chilwell voor Huddersfield Town, in de Championship tegen Middlesbrough. Voor Leicester kwam hij ook tweemaal in actie in de FA Cup dat seizoen. Leicester City werd in 2016 voor het eerst in het bestaan van de club landskampioen. Chilwell speelde echter geen minuut in dat Premier League-seizoen. Op 28 juli 2016 verlengde hij zijn contract bij Leicester City tot 2021. Op 7 december 2016 maakte Chilwell zijn internationale debuut in de groepsfase van de Champions League tegen FC Porto. Op 26 december 2016 maakte hij zijn Premier League-debuut tegen Everton. Op 18 mei 2017 scoorde hij zijn eerste doelpunt voor Leicester City. Leicester City verloor in deze wedstrijd echter met 1–6 van Tottenham Hotspur. Op 13 januari 2018 werd Chilwell voor het eerst van het veld gestuurd. Tijdens een wedstrijd met Chelsea kreeg hij in vijf minuten twee gele kaarten en dus een rode kaart te zien. Op 20 oktober 2018 tekende Chilwell een nieuw 6-jarig contract bij Leicester City, tot 2024.

### Chelsea
Op 26 augustus 2020 werd bekendgemaakt dat Chilwell voor een bedrag van 55 miljoen euro de overstap maakte van Leicester City naar Chelsea, waar hij een contract tot 2025 tekende.

## Clubstatistieken
| Seizoen | Club                | Competitie     | Competitie | Competitie | Beker | Beker | Internationaal | Internationaal | Totaal | Totaal |
| Seizoen | Club                | Competitie     | Wed.       | Dlp.       | Wed.  | Dlp.  | Wed.           | Dlp.           | Wed.   | Dlp.   |
| ------- | ------------------- | -------------- | ---------- | ---------- | ----- | ----- | -------------- | -------------- | ------ | ------ |
| 2015/16 | → Huddersfield Town | Championship   | 8          | 0          | 0     | 0     | —              | —              | 8      | 0      |
| 2015/16 | Leicester City      | Premier League | 0          | 0          | 3     | 0     | —              | —              | 3      | 0      |
| 2016/17 | Leicester City      | Premier League | 12         | 1          | 5     | 0     | 2              | 0              | 19     | 1      |
| 2017/18 | Leicester City      | Premier League | 24         | 0          | 8     | 0     | —              | —              | 32     | 0      |
| 2018/19 | Leicester City      | Premier League | 36         | 0          | 0     | 0     | —              | —              | 36     | 0      |
| 2019/20 | Leicester City      | Premier League | 27         | 3          | 6     | 0     | —              | —              | 33     | 3      |
| 2020/21 | Chelsea             | Premier League | 27         | 3          | 5     | 0     | 10             | 1              | 42     | 4      |
| 2021/22 | Chelsea             | Premier League | 7          | 3          | 2     | 0     | 4              | 0              | 13     | 3      |
| 2022/23 | Chelsea             | Premier League | 23         | 2          | 0     | 0     | 7              | 0              | 31     | 2      |
| 2023/24 | Chelsea             | Premier League | 13         | 0          | 8     | 0     | —              | —              | 21     | 0      |
| Totaal  | Totaal              | Totaal         | 177        | 12         | 37    | 0     | 23             | 1              | 238    | 13     |

Bijgewerkt op 24 mei 2024.

## Interlandcarrière
Chilwell debuteerde op 11 september 2018 in het Engels voetbalelftal, in een met 1–0 gewonnen oefeninterland tegen Zwitserland. Bondscoach Gareth Southgate liet hem toen na 79 minuten invallen voor Danny Rose. Een maand later kreeg hij zijn eerste basisplaats, in een wedstrijd in en tegen Kroatië in de UEFA Nations League (0–0). In november 2018 kwalificeerde Chilwell zich met Engeland voor de Final Four van de Nations League, waar Engeland een derde plaats bereikte. Op 14 november 2019 gaf Chilwell binnen 25 minuten drie assists in de EK-kwalificatiewedstrijd tegen Montenegro. Deze wedstrijd werd met 7–0 gewonnen.

## Erelijst
| Competitie            |                |                |                |                |
| Competitie            | Aantal         | Jaren          |                |                |
| Leicester City        | Leicester City | Leicester City | Leicester City | Leicester City |
| --------------------- | -------------- | -------------- | -------------- | -------------- |
| Premier League        | 1x             | 2015/16        |                |                |
| Chelsea               |                |                |                |                |
| UEFA Champions League | 1x             | 2020/21        |                |                |
| UEFA Super Cup        | 1x             | 2021           |                |                |
| FIFA Club World Cup   | 1x             | 2021           |                |                |